# Tramwaje w Tours

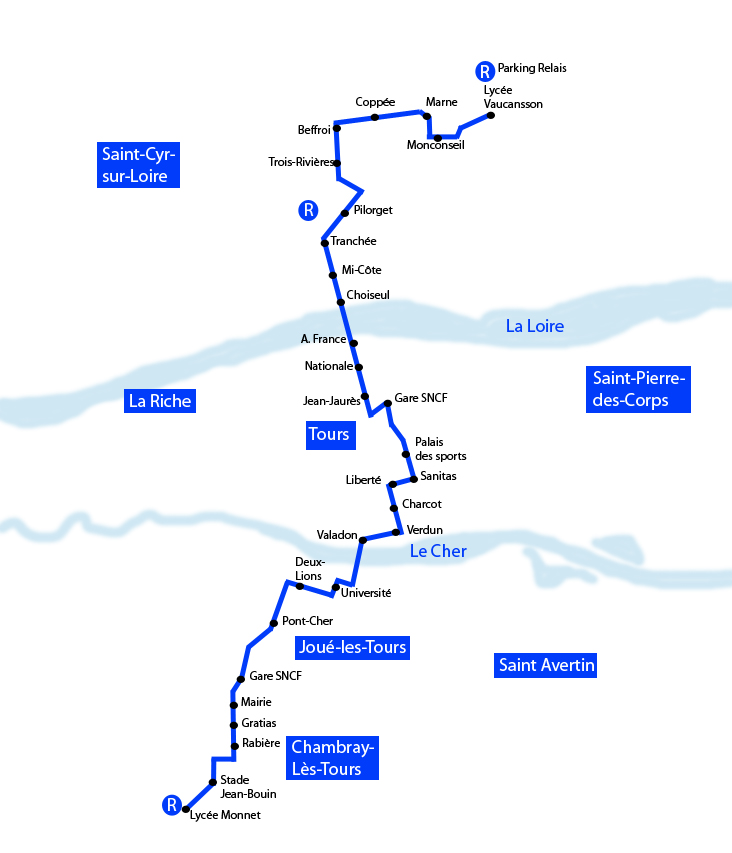
Schemat istniejącej od 2013 r. linii

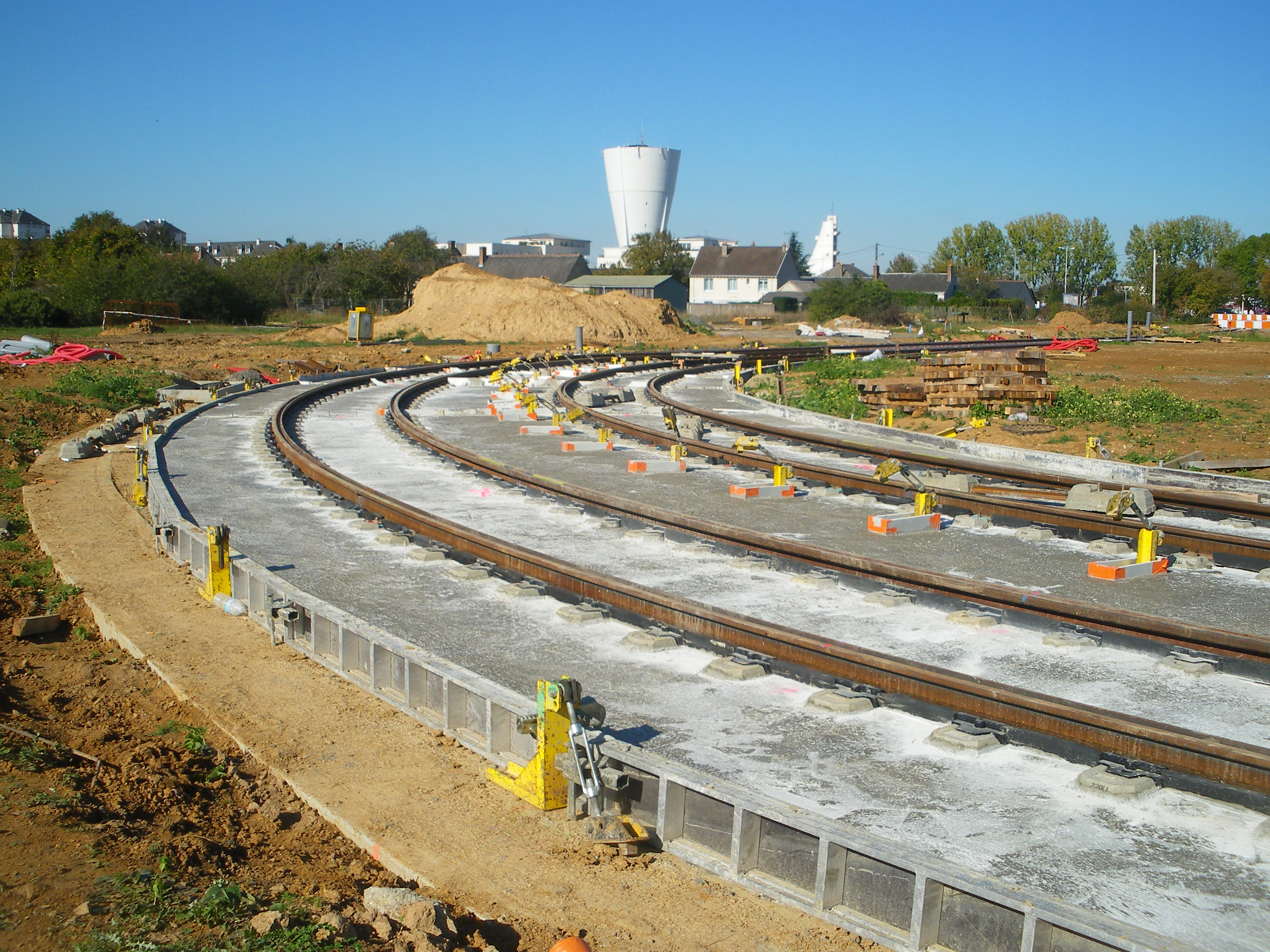
Budowa linii tramwajowej w 2011

Tramwaje w Tours − system komunikacji tramwajowej we francuskim mieście Tours, działający w latach 1877−1949 oraz od 31 sierpnia 2013 r.

## Historia

### 1877−1901
Pierwsze tramwaje w Tours uruchomiono 8 lipca 1877 na trasie Barrière de Vouvray − Barrière de Grammont. Pierwszymi tramwajami były tramwaje konne, które kursowały po trasach o rozstawie szyn wynoszącym 1435 mm. 25 lipca oddano do eksploatacji dwa nowe odcinki: do mostu Napoleona i do Gare PO. Początkowo sieć była obsługiwana przez spółkę Compagnie Générale Française de Tramways (CGFT). Do obsługi sieci posiadano 13 wagonów zamkniętych i 6 otwartych. Wagony te były dostarczane w latach 1877−1894. 16 września 1889 inna spółka o nazwie Société de Tramways à Vapeur de Tours à Vouvray otworzyła podmiejską linię tramwaju parowego o rozstawie szyn wynoszącym 1435 mm na trasie Tours−Vouvray. W lipcu 1895 spółka CGFT na linii w avenue de Grammont wprowadziła tramwaje parowe, które zastąpiły tramwaje konne na tej trasie. Do obsługi linii zakupiono parowozy typu Serpollet. W 1895 rozpoczęto prace nad elektryfikacją sieci, jednak wówczas nie rozpoczęto elektryfikacji z powodu problemów finansowych spółki CGFT. W 1899 spółkę sprzedano i nowym operatorem sieci została spółka Compagnie des Tramways de Tours (TT). W 1898 rozpoczęto elektryfikację sieci. W 1899 przekuto tory z rozstawu 1435 mm na 1000 mm. Elektryfikację zakończono w 1901. Spółka TT porozumiała się ze spółką Société des Tramways à Vapeur de Tours, dzięki czemu na trasie do Vouvray przekuto tory z rozstawu 1435 mm na 1000 mm oraz zelektryfikowano linię. 

### Po 1902
Po rozbudowie sieci w 1903 system tramwajowy składał się z 4 zelektryfikowanych linii miejskich, 1 zelektryfikowanej linii podmiejskiej oraz 3 linii podmiejskich obsługiwanych trakcją parową. Ostatnie tramwaje parowe zastąpiono tramwajami elektrycznymi w 1912. W szczytowym okresie systemu w eksploatacji było 51 tramwajów: 33 wagonów Thomson, 11 wagonów Buire i 7 wagonów Raghéno. Wszystkie wagony dostarczono w latach 1899−1917. Po 1918 operator systemu znalazł się w kłopotach finansowych co doprowadziło do likwidacji w 1919 jednej z linii tramwajowych. 1 września 1932 zlikwidowano tramwaje na trzech liniach podmiejskich. Przed wybuchem II wojny światowej w eksploatacji były 43 tramwaje, które obsługiwały 4 linie:
- A: Sainte-Radegonde – Parc de Grammont
- B: Hôpital – Rue de Paris
- C: Cathédrale – Rabelais
- Place Anatole France – La Tranchée (linia podmiejska)

15 czerwca 1940 wstrzymano kursowanie tramwajów z powodu bombardowań miasta. Ruch tramwajów wznowiono w lipcu. 20 maja 1944 w wyniku zbombardowania zajezdni zniszczeniu uległo 8 wagonów silnikowych i 4 wagony doczepne. 22 sierpnia 1944 wstrzymano całkowicie ruch tramwajów w mieście po wysadzeniu przez Niemców mostu. Po wyzwoleniu miasta pierwsze tramwaje uruchomiono 26 października 1944 na linii A. W związku z bardzo złym stanem technicznym taboru i infrastruktury podjęto decyzję o budowie sieci trolejbusowej. Tramwaje stopniowo zaczęto zastępować autobusami od 12 kwietnia 1948. Ostatnie tramwaje na linii B kursowały 14 września 1949. Dzień później na tę trasę wyjechały autobusy. 

## Od 2013
Po 64 latach nieobecności tramwaje wróciły do Tours. Pierwsza trasa ma długość 15,3 km i połączyła Vaucanson z Jean Monnet, na osi północ-południe. Do obsługi linii zakupiono 21 tramwajów  Alstom Citadis 402. Otwarcie linii nastąpiło 31 sierpnia 2013 r. i wzięli w nim udział mer miasta Jean German, prezes Kolei Francuskich SNCF Guillaume Pépy oraz przedstawiciel producenta taboru dla tego systemu, czyli firmy Alstom Transport France Jérôme Wallut. Tramwaje zatrzymują się na 29 przystankach. Budowa linii rozpoczęła się w 2010 r. i kosztowała 400 mln euro.